# فرانسوا غوتييه
فرانسوا غوتييه (بالفرنسية: François Gautier)‏ هو صحفي ومصور وكاتب فرنسي، ولد في 26 يوليو 1959 في باريس في فرنسا.

## وصلات خارجية
- الموقع الرسمي